# Saint-Même-les-Carrières
Saint-Même-les-Carrières é uma comuna francesa na região administrativa da Nova Aquitânia, no departamento de Charente. Estende-se por uma área de 15,14 km². Em 2010 a comuna tinha 1 078 habitantes (densidade: 71,2 hab./km²).